# Smrž obecný
Smrž obecný (Morchella esculenta) je jedlá houba z čeledi smržovitých.

## Popis
Plodnice o výšce až 200 mm bývá kulovitého či mírně protáhlého tvaru. Klobouk o výšce do 100 mm má vejčitý tvar a nažloutlou až nahnědlou barvu. Celý jeho povrch je poset hlubokými jamkami, které jsou od sebe odděleny příčnými a podélnými lištami, je to totiž přeměnené apothecium. Klobouk je dutý a těsně přirostlý k bílému až světle hnědému třeni. Hladký třeň dosahuje šířky až 40 mm, ve spodní části bývá a něco širší. Výtrusy jsou hladké a elipsoidní o rozměrech zhruba 17–24 × 10–15 µm. Výtrusný prach má jemnou krémovou barvu.

## Výskyt
Smrž obecný je jarní houba. Roste od dubna do května, někdy už i v březnu. Upřednostňuje okraje lesů a cest, listnaté háje, luhy, louky, zahrady, parky, ale i méně tradiční houbové lokality jako jsou zavážky, sklady dříví či hromady odpadků a popele. Smrž obecný je nejpočetnějším zástupcem rodu smrž v Česku. Roste prakticky v celém mírném pásu severní polokoule, v jižním Chile a Argentině a v Austrálii.

## Využití
Všechny smrže jsou velmi ceněné jedlé houby, hodí se k nejrůznějším úpravám v kuchyni. Dutost plodnic nabízí možnost porůznu plněných smržů. Dále jsou smrži vhodní na smaženici, do polévky, hodí se i k přípravě méně tradičních pokrmů jako je např. puding či pomazánka ze smržů.
Smrže se dobře suší, a to nejlépe tak, že se podélně rozkrojí a opláchnou ve vodě, aby byla plodnice zbavena nečistot a drobného hmyzu. Staré plodnice se nedoporučuje sbírat, protože mohou obsahovat jedovaté látky.

## Galerie

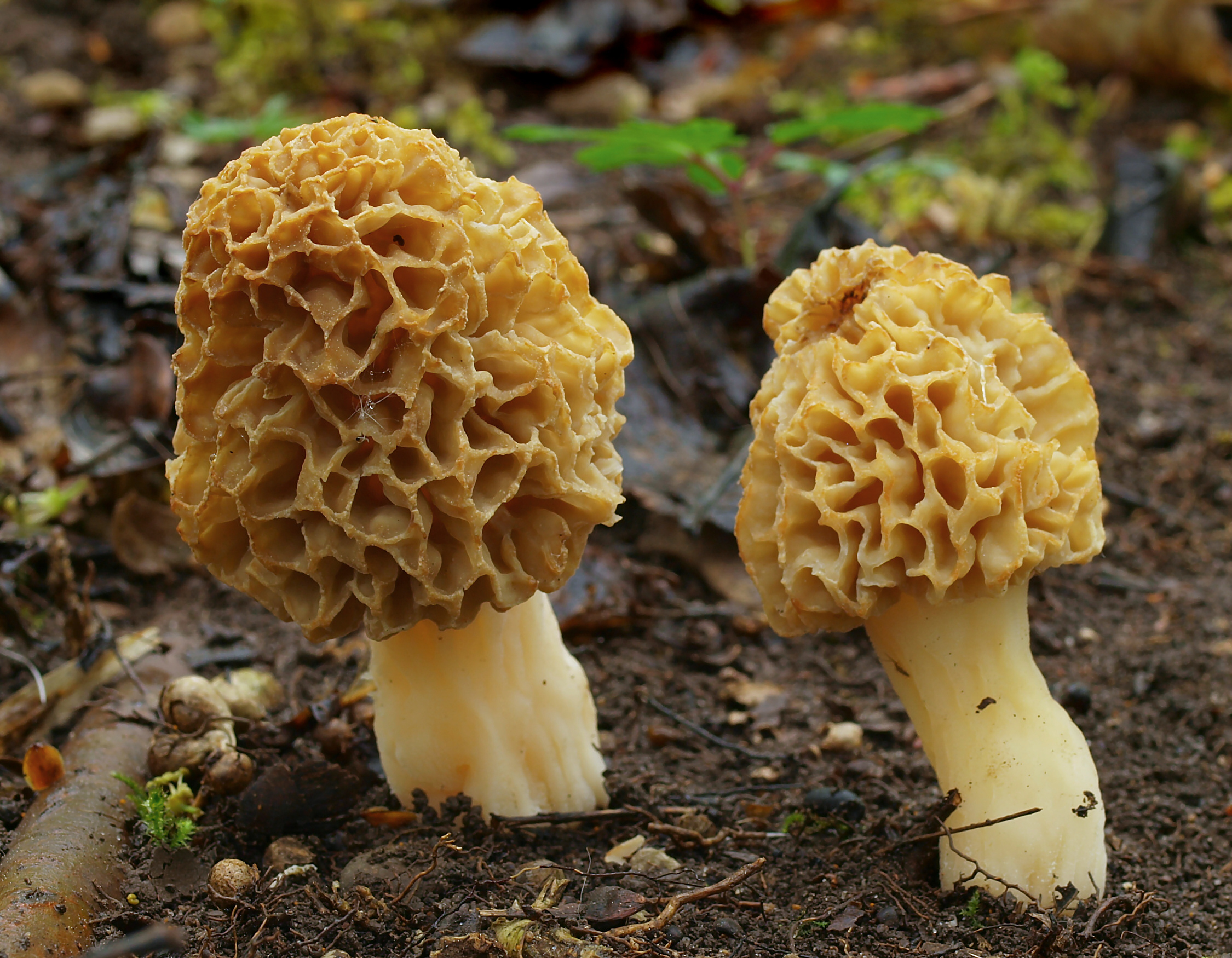
Dvojice plodnic smrže obecného.
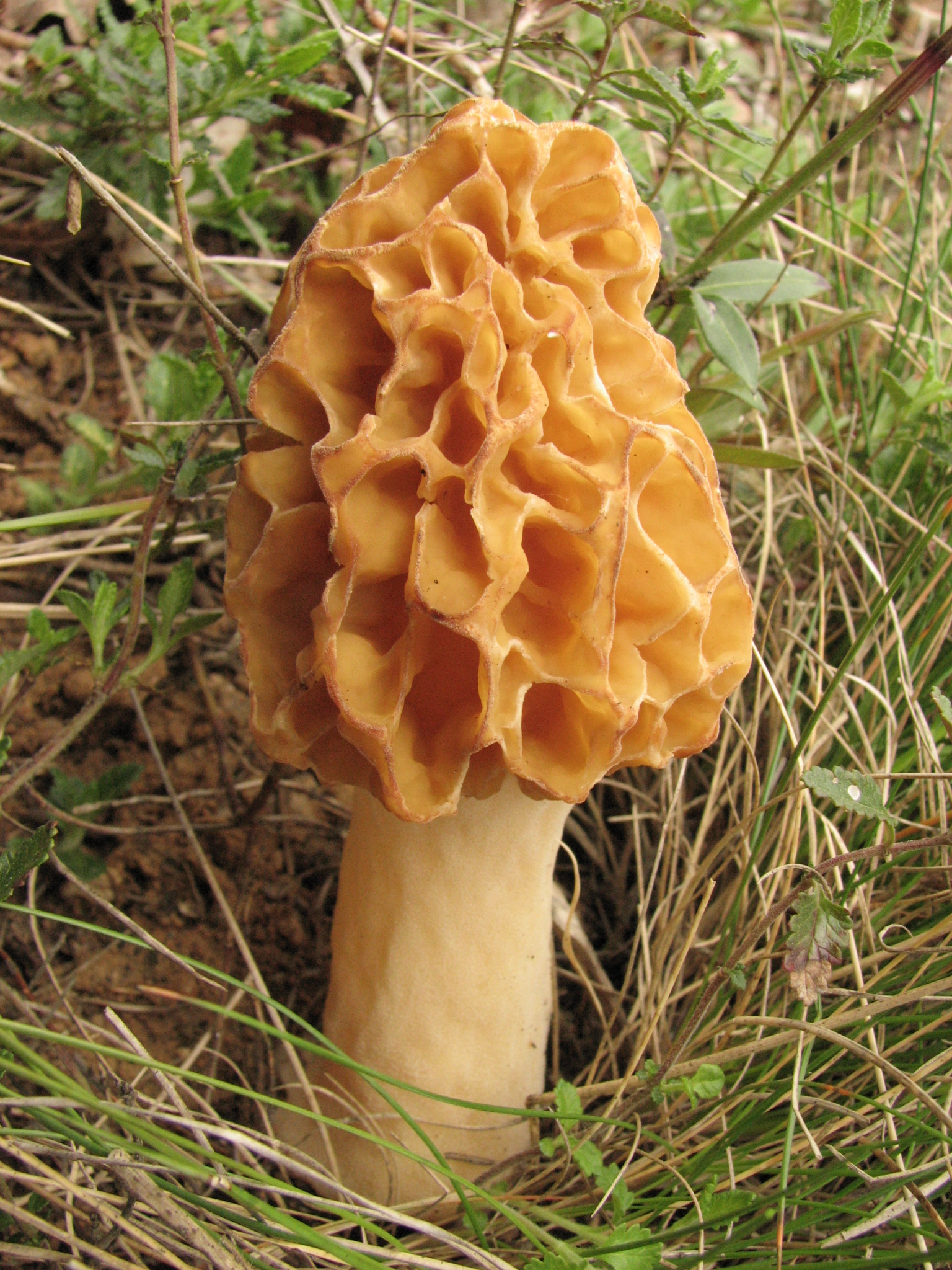